# Biblioteca nazionale del Portogallo
La Biblioteca nazionale del Portogallo (in portoghese: Biblioteca Nacional de Portugal) è un'istituzione culturale portoghese, biblioteca nazionale pubblica con diritto di deposito legale e depositaria del più grande patrimonio bibliografico della nazione.

## Storia
La Biblioteca nazionale del Portogallo fu creata sotto Maria I del Portogallo con decreto del 29 febbraio 1796 con lo scopo di mettere il prima possibile, a disposizione di tutti i sudditi, i libri, le stampe e le opere d'arte della biblioteca reale (Biblioteca da real Mesa Censória), a sua volta fondata nel XV secolo; questa politica era in contrasto con la tendenza europea del tempo, che era quella di limitare la consultazione dei testi ai soli studiosi di fama. La biblioteca ebbe il nome di Real Biblioteca Pública da Corte, e il suo primo direttore fu António Ribeiro dos Santos.

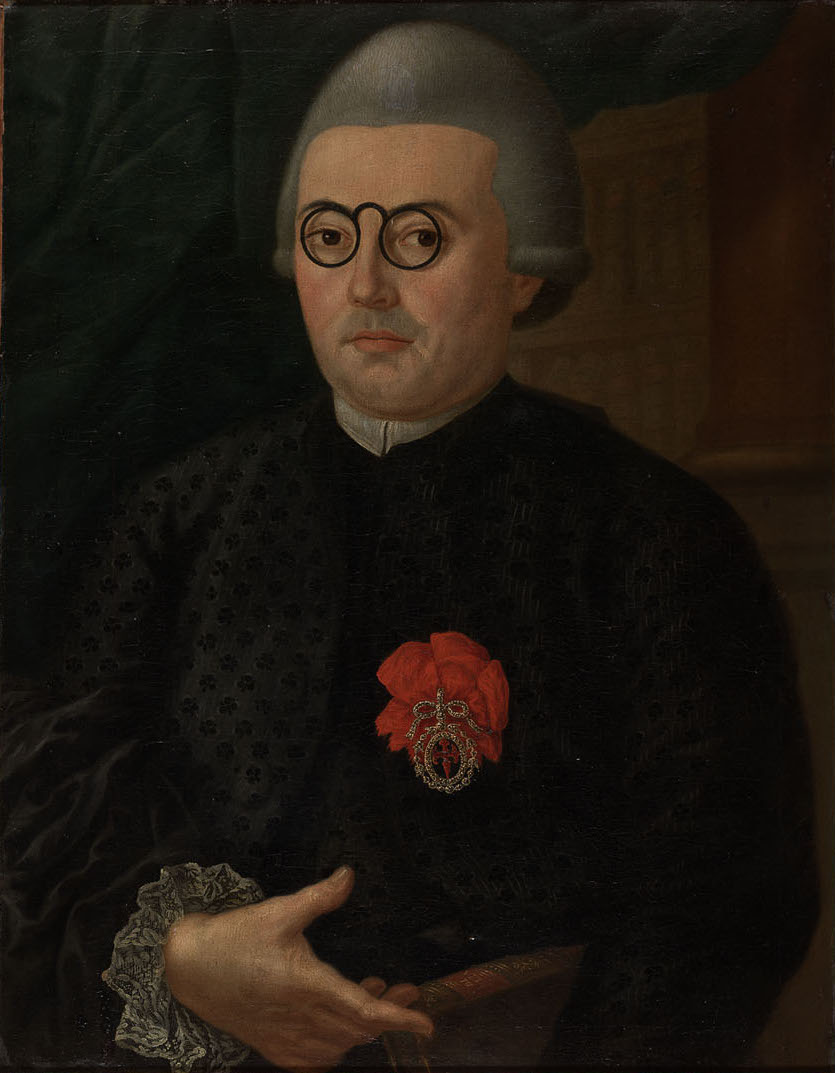
António Ribeiro dos Santos, primo direttore della Biblioteca

Nel 1811, dopo l'invasione francese, la libreria fu spostata a Rio de Janeiro, nei pressi della Corte, formando in tal modo il primo nucleo anche della Biblioteca Nacional do Brasil. Nel 1821 tornarono in Portogallo i più importanti manoscritti della Casa reale, a cui si aggiunsero più tardi le biblioteche della Compagnia di Gesù (Casa Professa de São Roque e Colégio Santo Antã), oltre che le biblioteche della Congregação do Oratório (Congregazione dell'oratorio) e quella del Palácio das Necessidades.
Nel 1836 la sede fu trasferita dal palazzo reale al Convento de São Francisco da Cidade, una costruzione del XIII secolo. Le limitate dimensioni del convento spinsero nel 1956 il governo dell'epoca a predisporre la costruzione della sede attuale nel Campo Grande, nella città universitaria. Il progetto, dopo la morte dell'architetto Porfírio Pardal Monteiro (1897–1957) fu continuato dal nipote di quest'ultimo, António. Il trasferimento del patrimonio librario fu attuato, dopo la costruzione del nuovo edificio, a partire dal 1965. La nuova sede fu inaugurata nel 1969.

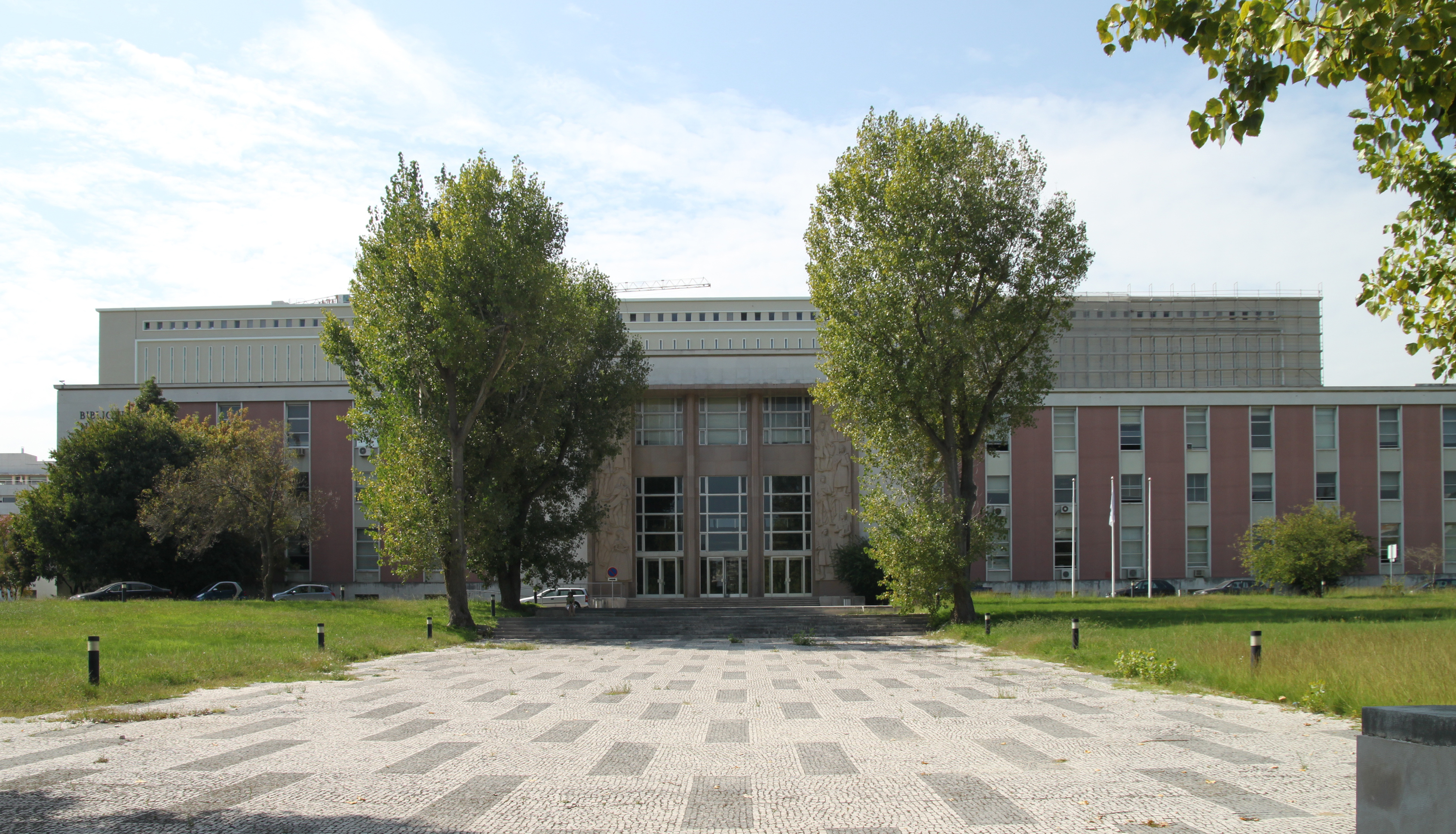
Lisbona, sede della Biblioteca nazionale del Portogallo (dal 1965)

La Biblioteca nazionale fu amministrata direttamente dalla Casa reale fino alla proclamazione della Repubblica (1910). I primi bibliotecari furono scelti direttamente dalla Corte, più spesso dal primo ministro; fra costoro si ricordano in particolare Alexandre Herculano, che la diresse nel periodo 1839-1877, o la sua fiducia, come Magalhães Coutinho (1877-1895) e Ramalho Ortigão (1895-1911). Primo direttore dopo la proclamazione della repubblica fu Jordão de Freitas (dal 1918 al 1936).
La Biblioteca nazionale del Portogallo si è aperta alle nuove tecnologie. Di particolare rilievo, oltre al catalogo online, è una ricca collezione di opere digitali, la PorBASE, interamente scaricabili in formato pdf. La Biblioteca nazionale è fra i membri fondatori della Biblioteca europea, partecipa al Virtual International Authority File (VIAF), e ha dato vita con altri al progetto della Biblioteca digitale Europeana.